# Jean-Charles Trouabal
Jean-Charles Trouabal (ur. 20 maja 1965 w Paryżu) – francuski lekkoatleta specjalizujący się w biegach sprinterskich, dwukrotny uczestnik letnich igrzysk olimpijskich (Seul 1988, Barcelona 1992).

## Sukcesy sportowe
- trzykrotny mistrz Francji w biegu na 100 metrów – 1992, 1993, 1994
- siedmiokrotny mistrz Francji w biegu na 200 metrów – 1988, 1990, 1991, 1992, 1993, 1994, 1995[1]

| Rok  | Miasto      | Zawody                     | Konkurencja                      | Wynik                     |
| ---- | ----------- | -------------------------- | -------------------------------- | ------------------------- |
| 1987 | Latakia     | igrzyska śródziemnomorskie | bieg na 200 m sztafeta 4 × 100 m | brązowy medal             |
| 1989 | Casablanca  | igrzyska frankofońskie     | sztafeta 4 × 100 m bieg na 200 m | złoty medal brązowy medal |
| 1990 | Split       | mistrzostwa Europy         | sztafeta 4 × 100 m bieg na 200 m | złoty medal srebrny medal |
| 1991 | Tokio       | mistrzostwa świata         | sztafeta 4 × 100 m bieg na 200 m | srebrny medal 6. miejsce  |
| 1993 | Langwedocja | igrzyska śródziemnomorskie | sztafeta 4 × 100 m bieg na 100 m | złoty medal srebrny medal |
| 1993 | Stuttgart   | mistrzostwa świata         | bieg na 200 m                    | 6. miejsce                |
| 1994 | Helsinki    | mistrzostwa Europy         | sztafeta 4 × 100 m bieg na 200 m | złoty medal 5. miejsce    |

## Rekordy życiowe
Aktualny rekordzista Europy w biegu sztafetowym 4 × 100 metrów – 37,79 – Split 01/09/1990 (wspólnie z Maxem Morinière’em, Danielem Sangouma i Bruno Marie-Rose’em (rekord świata do 07/08/1991)
- bieg na 60 metrów (hala) – 6,65 – Bordeaux 15/02/1992
- bieg na 100 metrów – 10,19 – Annecy 24/07/1993
- bieg na 200 metrów – 20,20 – Stuttgart 20/08/1993
- bieg na 200 metrów (hala) – 21,17 – Liévin 21/02/1988
- bieg na 300 metrów – 32,42 – Blois 23/09/1989